# A mi Dózsánk
A mi Dózsánk (Mentünk, láttunk, hazajönnénk) Nógrádi Gábor 2014-ben megjelent humoros ifjúsági történelmi regénye, A mi Kinizsink történetének folytatása. A kötet a Dózsa-féle parasztháború 500. évfordulójára jelent meg.

## Történet
|  | Alább a cselekmény részletei következnek! |

Ismeretlen banda dúlta fel Zeréndvár lakóinak nyugalmát. Úgy tűnt, hogy a hivatalban lévő polgármestert, Sipeki Bélát akarták lehetetlenné tenni. A fosztogató és gyújtogató bűnözőktől megriadt lakosság a keménykezűnek ismert Garai Nándort hívta vissza, hogy rendet csináljon. A diákok – mint már korábban – Kinizsi Pálhoz fordultak segítségért, most viszont hiába. Ekkor a gyerekek elhatározták, hogy ők mennek vissza a törökverőhöz. Az időutazást azonban egy nem várt esemény zavarta meg. Amikor a csapat tagjai – Attila kivételével, aki a számítógépet kezelte –, visszautazott a múltba, nem 1490-be, hanem 1514-be érkeztek meg. Nem is Budára, ahogy tervezték, hanem az akkori Szeréndvárra.
Amikor az időutazók felfedezték a tévedést, rájöttek, hogy Kinizsi már halott, így nem maradt más esélyük, mint hogy Dózsa Györgyöt rávegyék a feltámadásra. Ettől kezdve két szálon fut a regény cselekménye, kettéválik a múltban és a jelenben történtek sorozata. A középkori idősíkban a gyerekek Dózsa táboráig történő utazás során szembesültek a 16. századi Magyarország borzalmas valóságával. A Temesvárig vezető úton valós történelmi személyek (Körmös hadnagy, Báthori András, Perényi Ferenc, Dobó István) megjelenésével bonyolódott tovább a történet.
A jelen eseménysorának központjában a kiváló informatikai ismeretekkel rendelkező Mátyás Attila állt. Ő az, aki alibit biztosított az időutazók számára a szülők és a városlakók előtt. Mindeközben folytatódott a hadjárat a polgármester, Sipeki ellen, de Attila segítségével újabb bizonyítékra derült fény a banda tagjainak kilétével kapcsolatban.
|  | Itt a vége a cselekmény részletezésének! |

## Szereplők
| - Mátyás Domokos (Domi) - Braun Gézuka - Holló Dénes - Bea (Bí) - Sipeki Béla (Sipi tanár úr) polgármester, történelem-magyar szakos tanár - Patrícia Delaware (Pat), Hollóék vizslája | - Mátyás Attila - Borda Gáspár, rendőr főtörzsőrmester - Kapa Lajos - Liba Tódor - Garai Nándor, korábbi polgármester - Garai Mihály (Miki), Nándor fia - Holló Gáspárné - Szivornyák Vilma, trafikos - Tobrák bácsi, asztalos - Kucsera Zoltán, állomásfőnök - Bér Béla, iskolaigazgató | - Dózsa György - Dózsa Gergely - Perényi Ferenc püspök - Báthori András - Dobó István - Jumurdzsák - Oglu Mohamed - Cecey Péter - Bálint pap - András, keresztes - Sára, András felesége - Körmös hadnagy - Csontoki Bél István, földesúr |